# Partido Constituinte
O Partido Constituinte foi um partido político do período da Monarquia Constitucional Portuguesa fundado em 1871 sob a liderança de José Dias Ferreira.

## Resultados eleitorais

### Eleições legislativas
| Data | Cl. | Votos | %            | +/- | Deputados | +/-     | Status   |
| ---- | --- | ----- | ------------ | --- | --------- | ------- | -------- |
| 1871 | 5.º | N/D   |              |     | 8 / 107   |         | Oposição |
| 1874 | 4.º | N/D   |              |     | 6 / 107   | 2       | Oposição |
| 1878 | 3.º | N/D   | 10,2 / 100,0 |     | 14 / 149  | 8       | Oposição |
| 1879 | 3.º | N/D   | 4,4 / 100,0  | 5,8 | 6 / 149   | 8       | Oposição |
| 1881 | 2.º | N/D   | 5,8 / 100,0  | 1,4 | 8 / 149   | 2       | Oposição |
| 1884 | 3.º | N/D   | 5,3 / 100,0  | 0,5 | 8 / 169   | Estável | Oposição |